# Plebicula subtusimpunctata
Plebicula subtusimpunctata är en fjärilsart som beskrevs av Charles Oberthür 1896. Plebicula subtusimpunctata ingår i släktet Plebicula och familjen juvelvingar. Inga underarter finns listade i Catalogue of Life.